# Chaînon Skagit
Pour les articles homonymes, voir Skagit.
Le chaînon Skagit (en anglais : Skagit Range) est une subdivision des North Cascades, la partie septentrionale de la chaîne des Cascades.

## Géographie

### Situation
Le chaînon Skagit se situe dans le Sud-Ouest de la Colombie-Britannique et le Nord-Ouest de l'État de Washington. Il est bordé par les fleuves Skagit à l'est et au sud, et Fraser au nord.

### Subdivisions
Le chaînon Skagit est subdivisé en plusieurs sous-massifs :
- Chaînon Cheam
- Monts Hope du Sud
- Monts Hope
- Chaînons frontaliers
- Groupe de Custer-Chilliwack
- Twin Sisters et piémonts
- Massif Baker-Shuksan
- Zone de Bacon-Blum-Triumph
- Chaînon Picket

### Principaux sommets
Les principaux sommets du chaînon sont les suivants :
| Sommet             | Altitude (en mètres) | Massif                      |
| ------------------ | -------------------- | --------------------------- |
| Mont Baker         | 3 286                | Massif Baker-Shuksan        |
| Mont Shuksan       | 2 783                | Massif Baker-Shuksan        |
| Mont Spickard      | 2 737                | Groupe de Custer-Chilliwack |
| Mont Redoubt       | 2 734                | Groupe de Custer-Chilliwack |
| Mont Custer        | 2 630                | Groupe de Custer-Chilliwack |
| Silvertip Mountain | 2 596                | Monts Hope                  |
| Mox Peaks          | 2 592                | Groupe de Custer-Chilliwack |
| Mont Rahm          | 2 585                | Groupe de Custer-Chilliwack |
| Luna Peak          | 2 533                | Groupe de Custer-Chilliwack |